# Георгиева, Капка
Капка Георгиева (болг. Капка Георгиева; род. 30 сентября 1951, неизвестно), в замужестве Панайотова (болг. Панайотова) — болгарская гребная рулевая, выступавшая за сборную Болгарии по академической гребле в 1970-х годах. Серебряная призёрка летних Олимпийских игр в Монреале, победительница и призёрка регат национального значения.

## Биография
Капка Георгиева родилась 30 сентября 1951 года.
Дебютировала на взрослом международном уровне в сезоне 1973 года, когда вошла в основной состав болгарской национальной сборной и выступила на чемпионате Европы в Москве — стартовала здесь в распашных рулевых четвёрках и восьмёрках, в обоих случаях показала на финише пятый результат.
Благодаря череде удачных выступлений удостоилась права защищать честь страны на летних Олимпийских играх 1976 года в Монреале — в составе четырёхместного рулевого экипажа, куда также вошли гребчихи Гинка Гюрова, Марийка Модева, Рени Йорданова и Лиляна Васева, в решающем финальном заезде пришла к финишу второй, уступив чуть более трёх секунд команде из Восточной Германии, и тем самым завоевала серебряную олимпийскую медаль.
После монреальской Олимпиады Капка Георгиева больше не показывала сколько-нибудь значимых результатов на международной арене. Впоследствии вышла замуж и взяла фамилию мужа Панайотова.